# Saint-Jean-du-Gard
Saint-Jean-du-Gard település Franciaországban, Gard megyében. Lakosainak száma 2533 fő (2022. január 1.). Saint-Jean-du-Gard Mialet, Peyrolles, Sainte-Croix-de-Caderle, Moissac-Vallée-Française, Saint-Étienne-Vallée-Française és Thoiras-Corbès községekkel határos.

## Népesség
A település népessége az elmúlt években az alábbi módon változott:
| Lakosok száma | 2427 | 2423 | 2441 | 2646 | 2706 | 2610 | 2433 | 2437 | 2436 | 2533 |
|               | 1968 | 1982 | 1990 | 2006 | 2013 | 2015 | 2017 | 2019 | 2020 | 2022 |